# Gillian Gregory
Gillian Gregory (Shrewsbury, ...) è una coreografa britannica.

## Biografia
Gillian Gregory è entrata nel mondo dello spettacolo come attrice di musical, facendo il suo debutto sulle scene londinesi nel 1956 con Aladdin and His Wonderful Lamp. A partire dagli anni sessanta, la Gregory ha lavorato esclusivamente come coreografa, curando le coreografie dei musical Happy End (1975) e della prima londinese di Chicago (1979).
Nel 1985 ottenne il suo più grande successo quando coreografò il musical Me and My Girl; lo show si rivelò un grande successo e nel 1986 fu riproposto a Broadway, dove la Gregory vinse il Tony Award alla miglior coreografia. Successivamente è tornata a lavorare come coreografa a Londra, curando i numeri di danza dei musical Camelot (2004) e High Society (2005).